# Тиреоидэктомия
Тиреоидэктоми́я (от лат. glandula thyreoidea - щитовидная железа и греч. ἐκτομή, ectome - вырезание, удаление) — один из видов оперативных вмешательств на щитовидной железе, полное её удаление (лат. exstirpatio glandulae thyreoideae), что приводит к гипотиреозу.

## Показания
- злокачественная опухоль
- многоузловой токсический зоб (при отсутствии непораженной ткани)

## Оперативный доступ
- по Кохеру
- по MacFee 1,2
- L-образный доступ

## Методики
- экстрафасциальная
- субфасциальная (по О.В. Николаеву)

Экстрафасциальная методика тиреоидэктомии используется при удалении злокачественных опухолей для соблюдения принципов радикальности хирургического вмешательства и абластики и сочетается с удалением регионарного лимфатического аппарата шеи (двухсторонняя шейная лимфодиссекция в различных вариантах)

## Обезболивание
В настоящее время данный вид вмешательства чаще всего проводится под общим обезболиванием. Однако, в некоторых случаях, для исключения повреждения возвратных нервов, некоторые хирурги выполняют тиреоидэктомию под местным обезболиванием.

## Гипотиреоз
Впоследствии послеоперационный гипотиреоз корригируется приемом препаратов L-тироксина (синтетического аналога одного из гормонов щитовидной железы) до достижения стадии медикаментозной компенсации. В случае тиреоидэктомии по поводу злокачественной опухоли тироксин назначается в дозе, превышающей нормальную, для достижения состояния медикаментозной супрессии. Это необходимо для угнетения выработки тиреотропного гормона гипофиза, который в норме контролирует работу щитовидной железы и является предиктором рецидива злокачественной опухоли из-за стимуляции возможно оставшихся невидимых глазу клеток железы и/или опухоли.

## Возможные осложнения
- повреждение возвратного нерва
- кровотечение
- гипопаратиреоз